# Hipocloremia
Hipocloremia (hipo, pouco + cloro + hemia, sangue) é um transtorno de eletrólitos no qual há um nível anormalmente baixo de cloro no sangue. A faixa sérica normal de cloro é de 97 a 107 mEq/L, então abaixo de 97 é considerado hipocloremia e acima de 107 considerado hipercloremia. Cloro, assim como proteínas plasmáticas, são os principais anions sanguíneos, logo é essencial para manter o equilíbrio hidreletrolítico e útil para manter o equilíbrio ácido-básico.

## Causa
Normalmente cloreto é consumido como cloreto de sódio (NaCl) e perdido aos poucos como suco gástrico, urina e suor. Desse modo causas de hipocloremia podem incluir a perda de fluidos corporais por:
- Vômitos prolongados,
- Diarreia,
- Diuréticos,
- Laxantes,
- Sudorese associada ou não com febres altas.

Outras causas incluem:
- Drogas que como bicarbonato, aldosterona e corticosteroides,
- Causas de hiponatremia como:
  - Insuficiência adrenal (doença de Addison);
  - Insuficiência renal;
  - Insuficiência cardíaca congestiva;
  - Nefrite com perda de sais;
- Fibrose quística;
- Síndrome de Bartter.

Frequentemente está associada com desidratação e outros desequilíbrios eletrolíticos.

## Sinais e sintomas
Cloro é importante para o bom funcionamento dos músculos e neurônios. Possíveis sintomas incluem:
- Desidratação por diarreia, vômitos ou sudorese,
- Intestino preso (Constipação mais de 2 ou 3 dias),
- Hipertonia muscular (espasticidade),
- Tetania,
- Respiração superficial e diminuída,
- Hiposmolaridade,
- Fraqueza muscular,
- Espasmos musculares,
- Acidose metabólica.

## Tratamento
Caso o paciente esteja desidratado e com outros desequilíbrios iônicos, o primeiro passo do tratamento é administrar um soro fisiológico com a quantidade de água e íons adequada, calculável com regras de 3, sabendo a quantidade normal de cada íon apropriada para o peso do paciente. Caso a causa do problema seja uma infecção bacteriana(por exemplo, nefrite ou intoxicação gastrointestinal), o tratamento será com um antibiótico. Quando é causado por efeito colateral o medicamento responsável pode ser substituído ou ter a dose diminuída. A dieta pode aumentar temporariamente o consumo de cloreto de potássio e cloreto de sódio. Se o problema for um tumor, o tratamento pode ser com radioterapia, quimioterapia e cirurgia e pode incluir uma reposição hormonal.